# Jiří Žďárský
Jiří Žďárský (16 novembre 1923 – 14 luglio 2018) è stato un calciatore cecoslovacco, di ruolo attaccante.

## Carriera

### Nazionale
Il 21 maggio 1950 esordisce contro la Romania (1-1), segnando un gol.

## Palmarès

### Club

#### Competizioni nazionali
- Campionato cecoslovacco: 1

Spartak Praga Sokolovo: 1952